# Sparrhoru
Das Sparrhoru (Sparrhorn) ist ein Berg in der Gemeinde Naters im Schweizer Kanton Wallis mit einer Höhe von 3020 m ü. M.
Erreichbar ist der Gipfel über einen Bergwanderweg im Schwierigkeitsgrad T3 von Belalp aus. Bis Hohbiel (2676 m) führt auch eine Sesselbahn.